# Forum Enger

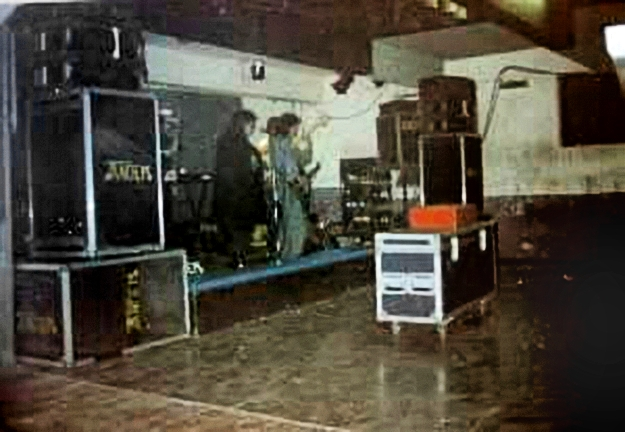
Forum Enger, 1985

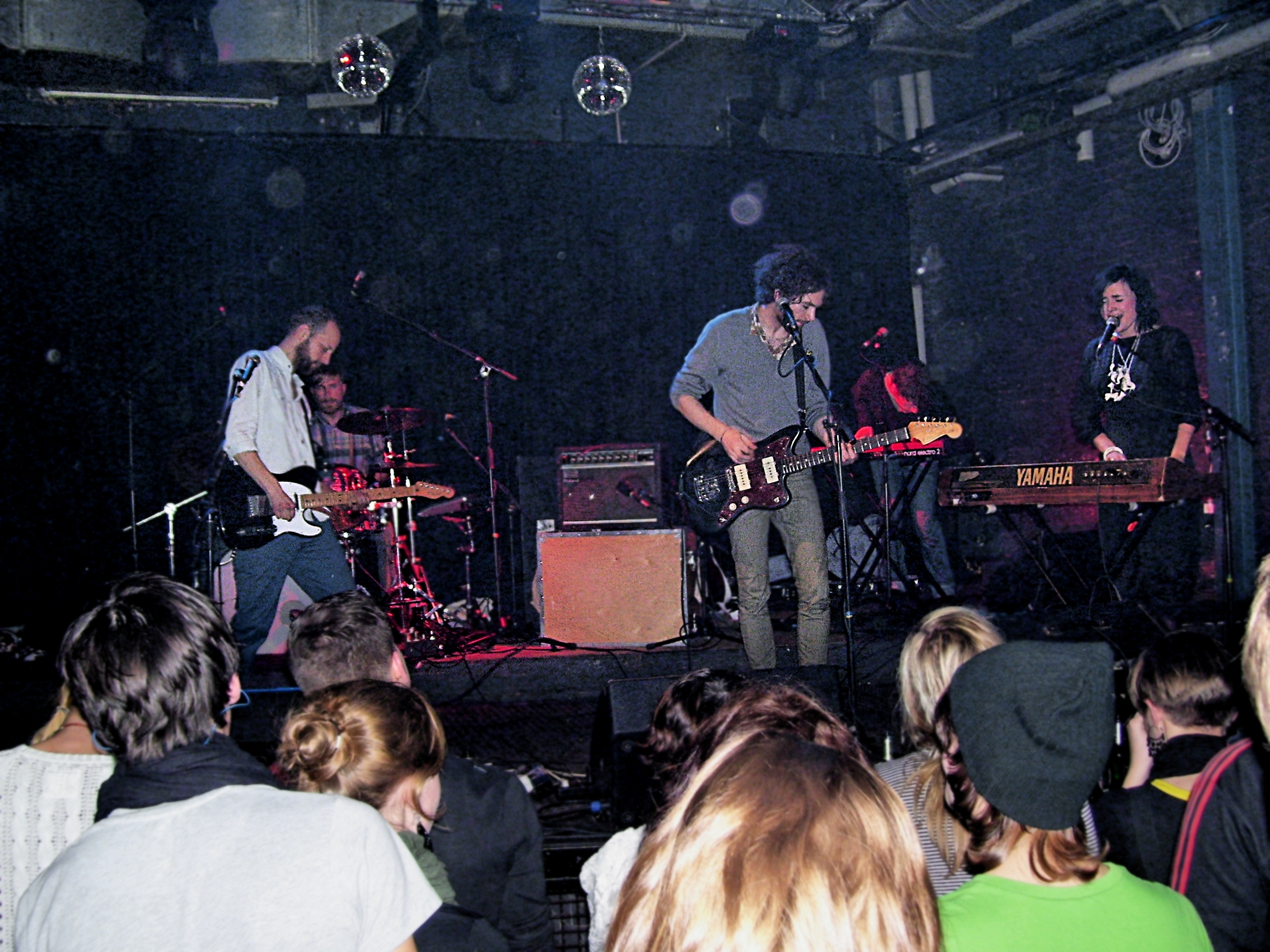
Lampshade (Dk/Sw) im Forum Bielefeld, 6. März 2009

Das Forum Enger war ein Musikclub, der in der ostwestfälischen Stadt Enger in Nordrhein-Westfalen von November 1974 bis Silvester 1998 existierte und zahlreichen jungen Bands eine Auftrittsmöglichkeit gab.

## Geschichte
Gegründet wurde das Forum Enger als Jazzclub im November 1974 in den Kellerräumlichkeiten der alten Zigarrenfabrik in der Spenger Straße in Enger. Der neu gegründete Club wurde mit seinem Programm ein Treffpunkt der ostwestfälischen Musikszene.
In den 1980er-Jahren hielten Punk, Hardcore, New Wave und später Hip-Hop Einzug in das Programm des Clubs. Im Forum traten Die Toten Hosen, BAP, Alphaville, Soundgarden, Motorpsycho, Nirvana (am 10. November 1989 als Vorgruppe von Tad) oder Monster Magnet auf, bevor sie einer breiten Öffentlichkeit bekannt wurden. Das Forum Enger wurde in der Musikzeitschrift Spex 1989 zum besten Musikclub Deutschlands gewählt.
Der regelmäßige Discotermin war sonntags. Bei 400 Besuchern galt der Club als ausverkauft, diese Zahl wurde jedoch bei den Heiligabendpartys weit überschritten. Eine Musiksendung im Rahmen des Bürgerfunks von Radio Herford sorgte für die Bekanntmachung von Terminen.
Als Techno, Trance, Ambient und Internet-Cafés aufkamen und das potentielle Publikum nach Massenveranstaltungen verlangte, gingen die Besucherzahlen zurück. Schließlich ließ der Vermieter den Mietvertrag auslaufen, woraufhin ein Umzug in die Boge-Fabrik in Bielefeld erfolgte. Dort entstand nach etwa einjähriger Umbauphase das Forum Bielefeld, welches sich schnell überregional etablierte und auch weiterhin nationale und internationale Künstler engagiert.
Im Juni 2007 entschlossen sich Engeraner Bürger, erneut ein Forum Enger zu gründen. Der Verein Neues Forum Enger e.V. ist seitdem aktiv und organisiert diverse kulturelle Veranstaltungen. Seit Dezember 2012 ist er in Räumlichkeiten des Kleinbahnhofs im Zentrum Engers in unmittelbarer Nähe des ehemaligen Standortes ansässig.

### Aufnahme von Musikproduktionen
Mehrere Bands, darunter Paul Roland, Miracle Workers, Serious Drinking und Television Personalities, veröffentlichten Mitschnitte von Konzerten im Forum Enger als Live-Tonträger. Weitere Mitschnitte wurden als Bootlegs veröffentlicht, unter anderem von Nirvana, The Bevis Frond und The Mighty Lemon Drops.